# Méthode des trois forces concourantes
 (septembre 2022).
Si vous disposez d'ouvrages ou d'articles de référence ou si vous connaissez des sites web de qualité traitant du thème abordé ici, merci de compléter l'article en donnant les références utiles à sa vérifiabilité et en les liant à la section « Notes et références ».
La méthode des trois forces concourantes est une méthode de statique graphique qui permet de déterminer la direction d'une force inconnue. Cela permet de résoudre les problèmes à trois forces lorsque l'on ne connaît qu'une force et la direction d'une seconde.

## Principe

Objet en équilibre sous l'effet de trois forces non parallèles

Considérons un système soumis à trois forces extérieures {\displaystyle {\vec {\mathrm {F} }}_{1}}, {\displaystyle {\vec {\mathrm {F} }}_{2}} et {\displaystyle {\vec {\mathrm {F} }}_{3}}. Lorsque trois forces ne sont pas parallèles, alors, si l'objet est à l'équilibre, les droites d'action des forces sont coplanaires et se coupent en un même point, habituellement noté I.
En effet : si l'on prend un point A quelconque, la somme des moments des forces par rapport à ce point est nulle 
{\displaystyle \sum {\mathcal {M}}_{\mathrm {A} }({\vec {\mathrm {F} }}_{\mathrm {ext} })={\vec {0}}} soit ici {\displaystyle {\mathcal {M}}_{\mathrm {A} }({\vec {\mathrm {F} }}_{1})+{\mathcal {M}}_{\mathrm {A} }({\vec {\mathrm {F} }}_{2})+{\mathcal {M}}_{\mathrm {A} }({\vec {\mathrm {F} }}_{3})={\vec {0}}}
(condition de stabilité en rotation : principe fondamental de la statique / théorème du moment résultant statique).
Si ce point se trouve sur la ligne d'action d'une force, le moment de cette force par rapport à ce point est nul. Si ce point est sur l'intersection de deux droites d'action de forces, le moment de chacune de ces deux forces par rapport à ce point est nul, le moment de la troisième force est donc lui aussi nul (puisque la somme des moments est nulle), donc le point se trouve aussi sur la ligne d'action de la troisième force.
Si une des forces est nulle, on retrouve le fait que les droites d'action des deux autres forces sont confondues.
Si le corps est à l’équilibre, — les trois forces F1, F2 et F3 se trouvent dans un même plan (elles sont coplanaires) — les lignes d’action (droites qui portent les vecteurs force) passent par un même point (les forces sont concourantes) — la résultante ΣF = F1 + F2 + F3, c’est-à-dire la somme des trois forces, est nulle.

## Résolution
Le problème a une solution lorsque :
- une action mécanique est entièrement connue (donnée du problème) ;
- une action mécanique de droite d'action connue (liaison ponctuelle, ou force à déterminer) ;
- une action de point d'application connue (pivot) ;

L'intersection des droites des deux premières actions mécaniques permet d'identifier le point de concours, donc de déterminer la dernière droite d'action ;
Le triangle des forces est alors construit autour de la force connue.
Autre cas:
- une action mécanique est entièrement connue (donné du problème)
- une action mécanique de droite d'action connue (liaison ponctuelle, ou force à déterminer)
- une action de direction connue (glissière).

Dans ce cas la détermination du triangle de forces peut se faire sans la détermination préalable des droites d'action puisque les trois directions sont données.